# Canton City (Dakota del Norte)
Canton City es una ciudad situada en el condado de Pembina, Dakota del Norte, Estados Unidos. Tiene una población estimada, a mediados de 2023, de 31 habitantes.

## Geografía
La localidad está ubicada en las coordenadas 48°41′17″N 97°39′58″O / 48.68806, -97.66611 (48.688034, -97.666135). Según la Oficina del Censo, tiene una superficie de 0.65 km², correspondientes en su totalidad a tierra firme.

## Demografía
Según el censo de 2020, en ese momento había 31 personas residiendo en la localidad. La densidad de población era de 47.69 hab./km². El 80.65% de los habitantes eran blancos, el 6.45% eran de otras razas y el 12.90% eran de una mezcla de razas. No hay hispanos o latinos viviendo en la zona.